# Aslak Fonn Witry
Aslak Fonn Witry (Trondheim, 10 maart 1996) is een Noors voetballer die als verdediger uitkomt voor PFK Loedogorets. Hij speelde eerder bij AZ.